# Ja-Dou
Ja-Dou (jap. 邪道, jadō, dt. „Irrweg“) ist eine Manga-Serie von Mamiya Oki, die auf der gleichnamigen Romanreihe von Tsubasa Kawahara basiert.
Die Geschichte spielt in einer Welt, die sich aus Hölle, Menschenwelt und Himmel zusammensetzt und handelt dabei von der Liebe zwischen Männern. Das Werk kann so in die Genre Fantasy und Boys Love eingeordnet werden. 

## Handlung
Die Dämonen haben nach langer Zeit des Friedens das Reich der Menschen erobert und drängen nun auch in den Himmel. Es entbricht ein Kampf der Himmelsbewohner gegen die Dämonen. Dabei dient als Generalfeldmarschall des Südreiches Ashray Row La Dai, der älteste und einzige Sohn von König Entei Ashrao und einziger Anwärter auf den Thron des südlichen Reiches. Er erfüllt seine Aufgaben trotz seiner aufbrausenden Art sehr gewissenhaft. Der Beschützer des Himmels und Shogu-Shuten, höchster Würdenträger im Himmel, ist Tiarandear Fei Gi Emeroad, der im Himmelstrum residiert. In ihrer Kindheit waren beide mit Teiou gut befreundet, dem dritten Sohn König Soryou Taiteios, dem Herrscher des östlichen Reiches. Doch nun haben sie sich wegen ihrer Verpflichtungen voneinander entfremdet. 
Der Krieger Alan Soul wird an den Hof des Südreiches des Himmels beordert. Er soll der neue Adjutant des Prinzen Ashray werden. Der ist wenig begeistert von der Idee seines Vaters, da Alans Vorgänger alle eines grausamen Todes durch Dämonen starben. Schließlich beugt er sich dem Willen seines Vaters. Zunächst gibt sich Ashray unnahbar, aber mit der Zeit fasst er Vertrauen zu Alan. Dieser erfährt, dass Ashray, ungewöhnlich für einen Himmelsbewohner, ein Horn auf seinem Kopf trägt, das er unter einer Kappe zu verstecken versucht. 
Die Verbundenheit der beiden bewährt sich bald im Kampf gegen die eindringenden Dämonen. Doch Ashray ist noch immer stur und eigensinnig und provoziert in Besprechungen immer wieder Streitigkeiten. Tiarandear kann ihn nicht kontrollieren, zumal er heimlich in ihn verliebt ist. Eines Tages greift Ashray Prinz Teiou an, da dieser zusammen mit dem Dämon Keika lebt. Keika ist einer der wenigen Dämonen, die friedlich im Himmelsreich leben. Zur Strafe wird Ashray im Himmelsturm eingesperrt. 
Später suchen Ashray und Alan im Vergnügungsviertel des Ostens nach der Ursache häufiger Dämonenheimsuchungen. Sie finden heraus, dass eine Blume, die die Bewohner des Vergnügungsviertels als Aphrodisiakum verwenden, eine Energie freisetzt, die der Dämon zum Leben braucht. Infolge der Ereignisse aber kommt Alan ums Leben. Dadurch geschockt wird Ashray zurückhaltender und vernünftiger. Er kämpft umso waghalsiger gegen die Dämonen. 
Währenddessen ermutigen Tiarandears Freunde Teiou und Keika ihn, Ashray seine Gefühle zu gestehen. Als Ashray beim Kampf schwer verletzt und vergiftet wird, soll Tiarandear ihn heilen. Dies kann ihm aber nur gelingen, wenn er sich mit ihm körperlich und seelisch vereinigt. Teiou muss zur gleichen Zeit an seinem Hof gegen die Verachtung kämpfen, die ihm wegen seiner Beziehung zu einem Dämonen entgegenschlägt.

## Veröffentlichung
In Japan erscheint der Manga seit 2000 monatlich in Einzelkapiteln im Manga-Magazin Asuka Ciel. Der Verlag Kadokawa Shoten veröffentlicht diese Einzelkapitel auch regelmäßig in Sammelbänden, von denen bislang sechs herausgekommen sind. Unter dem Titel Jadō: Tenmō Yatan (邪道 ～天網夜譚～) erschien 2002 ein Spin-off. 
Der Manga wird ins Koreanische übersetzt. Die deutsche Übersetzung gab Carlsen Comics von Mai 2006 bis September 2009 in sechs Bänden heraus. Ebenso erschien das Spin-off Ja-Dou: Teiou & Keika in Deutschland.

## Rezeption
Christel Scheja von Splashcomics beschreibt das Werk als typischen japanischen Fantasy-Manga mit „fernöstlichem Touch“. Zu Beginn sei die Handlung ruhiger, es würde viel Zeit auf die Einführung der Charaktere verwendet. Auch im späteren Verlauf dominiere nicht die Action, sondern die Beziehungen der Charaktere. 
Die Zeichnungen seien „detailreich und versponnen schön“. Die Reihe wurde als Klassiker des Genres eingeordnet.